# Louis de Talleyrand-Périgord
Louis de Talleyrand-Périgord, duc de Montmorency, né à Paris le 22 mars 1867 et mort dans la même ville le 26 septembre 1951, est un aristocrate et militaire français.

## Biographie

### Origines familiales
Napoléon Louis Eugène Alexandre Anne Emmanuel de Talleyrand-Montmorency est né le 22 mars 1867 dans le 8e arrondissement de Paris, il est le fils unique d'Adalbert de Talleyrand-Périgord (1837-1915) et de Carmen Aguado de Las Marismas (1847-1880).
Il est issu de la maison de Talleyrand-Périgord. En 1864, son père obtient de l'empereur Napoléon III la faveur de prendre le nom de Montmorency, devenant ainsi sixième duc de Montmorency à  la suite de la mort de son oncle, Raoul de Montmorency. Aucun membre de la famille de Montmorency n'ayant été consulté ou seulement informé, l'affaire fait grand bruit à la cour de Napoléon III, et provoque de nombreux procès car les derniers des Montmorency s'opposent à ce qu'ils considèrent comme un abus de pouvoir de la part de l'empereur. Finalement, les tribunaux jugent subtilement que l'empereur n'a pas accordé le nom de Montmorency à Adalbert de Talleyrand-Périgord, mais juste le titre de duc de Montmorency.
Malgré l'interdiction de porter le nom et les armes des Montmorency, Adalbert puis son fils, Louis, continueront à les utiliser, et d'autant plus après la disparition de la dernière Montmorency en 1922.

### Carrière militaire
Il participe à toute la Première Guerre mondiale, d'abord comme officier de liaison de la 4e division d'infanterie britannique. Au début du conflit, il participe à la retraite de la Marne, puis à la bataille de Soissons. Il participe aux prises de la Ferté-sous-Jouarre et d'Armentières. En 1916, il prend part à toutes les attaques de la Somme. En 1917 il avance jusqu'à Saint-Quentin, en suivant le repli allemand sur la ligne Hindenburg.
Malgré son état de santé déclinant et toutes ses démarches pour être admis à la retraite, il est mis à la disposition du gouvernement militaire de Paris et termine la campagne comme adjoint du commandant d'armes de plusieurs portes de Paris. En 1917, il est décoré de la Croix de guerre, ainsi que de la Military Cross et de l'ordre de l'Aigle blanc de Serbie avec glaives.
Il est démobilisé le 18 janvier 1919 et fait chevalier de la Légion d'honneur à titre militaire. Il est également chevalier de l'ordre souverain de Malte et du Saint-Sépulcre.
Il meurt dans le XVIe arrondissement de Paris en 26 septembre 1951. Il est enterré au cimetière d'Auteuil.

### Mariages
Le 30 juin 1891, il épouse à Paris Anne de Rohan-Chabot (1873-1903), fille du duc Alain de Rohan-Chabot. Veuf, il se remarie le 14 novembre 1917 à Paris en l'église Saint-Pierre-du-Gros-Caillou avec Cécilia Ulman (1863-1927), veuve de Ferdinand Blumenthal (constructeur de l'hôtel Blumenthal-Montmorency à Paris) et mère du comte Pecci-Blunt. À nouveau veuf, il épouse finalement le 21 février 1950 à Paris Gabrielle Lefaivre (1896-1985), veuve de Géo Grandjean, nièce de Maurice de Lagotellerie et petite-fille d'Albert Lefaivre.
De ses trois mariages, il n'aura aucune descendance.

## Armoiries

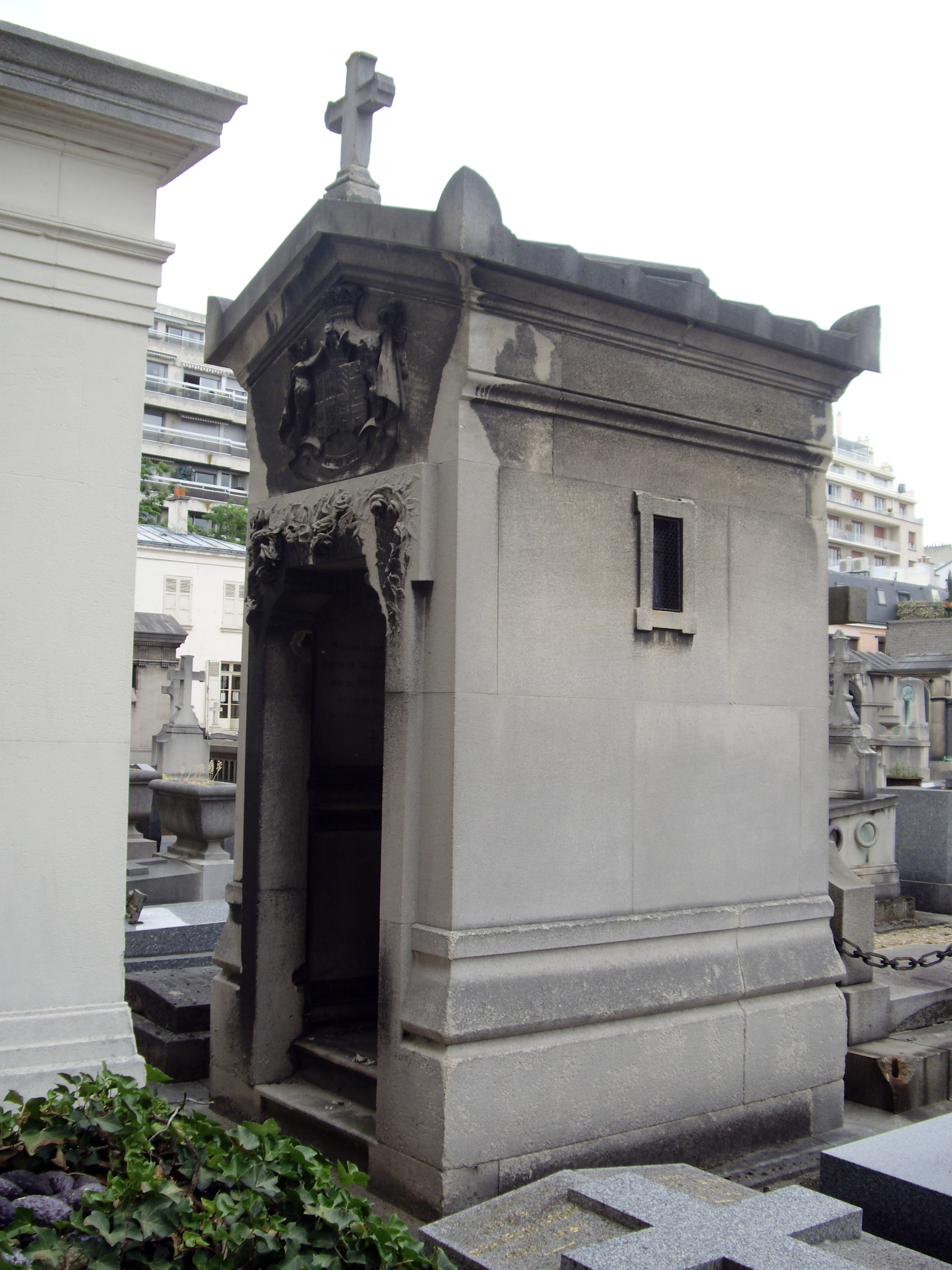
Sépulture Talleyrand-Périgord.

D'or à la croix de gueules cantonnée de seize alérions d'azur ordonnés 2 et 2 (Montmorency), sur le tout de gueules aux trois lionceaux d'or armés, lampassés et couronnés d'azur (Talleyrand-Périgord).

## Sources
- Georges Lefaivre, « La branche Talleyrand-Aguado-Montmorency », sur Les Amis de Talleyrand, 2010 (consulté le 23 février 2015).
- « Chapelle de Montmorency », sur Amis et passionnés du Père-Lachaise, 2010 (consulté le 23 février 2015).